# 裸の青春
『裸の青春』（はだかのせいしゅん）は、1965年に松竹大船が配給した、水川淳三監督による青春映画である。主演は田村正和。

## 出演者
- 田村正和 : 新村剛
- 加東大介 : 源吉
- 真理アンヌ[4]
- 水科慶子 : 君江
- 市川瑛子 : 中沢由利子
- 上田吉二郎 : 田所

## スタッフ
- 監督：水川淳三
- 製作 : 升本喜年、鶴藤道人
- 脚本 : 白浜京介、鈴樹三千夫
- 撮影：堂脇博
- 音楽：真鍋理一郎
- 美術：佐藤公信

## 同時上映
- 『素敵な今晩わ』